# Michelle Roark
Michelle Roark (ur. 16 listopada 1974 w Artesii) – amerykańska narciarka dowolna, specjalizująca się w jeździe po muldach. Jej największym sukcesem jest srebrny medal w jeździe po muldach wywalczony podczas mistrzostw świata w Deer Valley. Zajęła także 18. miejsce w tej samej konkurencji na igrzyskach olimpijskich w Turynie oraz 17. miejsce na igrzyskach olimpijskich w Vancouver.
Najlepsze wyniki w Pucharze Świata osiągnęła w sezonie 1998/1999, kiedy to zajęła 6. miejsce w klasyfikacji generalnej, w klasyfikacji jazdy po muldach podwójnych wywalczyła małą kryształową kulę, w klasyfikacji jazdy po muldach była trzecia. W sezonie 2005/2006 również była trzecia w klasyfikacji jazdy po muldach.
W 2010 r. zakończyła karierę.

## Osiągnięcia

### Igrzyska olimpijskie
| Miejsce | Dzień      | Rok  | Miejscowość | Konkurencja      | Zwycięzca      |
| ------- | ---------- | ---- | ----------- | ---------------- | -------------- |
| 18.     | 11 lutego  | 2006 | Turyn       | Jazda po muldach | Jennifer Heil  |
| 17.     | 131 lutego | 2010 | Vancouver   | Jazda po muldach | Hannah Kearney |

### Mistrzostwa świata
| Miejsce | Dzień       | Rok  | Miejscowość          | Konkurencja      | Zwycięzca       |
| ------- | ----------- | ---- | -------------------- | ---------------- | --------------- |
| 25.     | 10 marca    | 1999 | Meiringen            | Jazda po muldach | Ann Battelle    |
| 9.      | 14 marca    | 1999 | Meiringen            | Muldy podwójne   | Sandra Schmitt  |
| 2.      | 31 stycznia | 2003 | Deer Valley          | Jazda po muldach | Kari Traa       |
| 13.     | 19 marca    | 2005 | Ruka                 | Jazda po muldach | Hannah Kearney  |
| 17.     | 20 marca    | 2005 | Ruka                 | Muldy podwójne   | Jennifer Heil   |
| 15.     | 9 marca     | 2007 | Madonna di Campiglio | Jazda po muldach | Kristi Richards |
| 16.     | 7 marca     | 2009 | Inawashiro           | Jazda po muldach | Aiko Uemura     |

### Puchar Świata

#### Miejsca w klasyfikacji generalnej
- sezon 1994/1995: 57.
- sezon 1995/1996: 104.
- sezon 1998/1999: 6.
- sezon 1999/2000: 59.
- sezon 2001/2002: 72.
- sezon 2002/2003: 16.
- sezon 2003/2004: 35.
- sezon 2004/2005: 23.
- sezon 2005/2006: 6.
- sezon 2006/2007: 22.
- sezon 2007/2008: 17.
- sezon 2008/2009: 37.
- sezon 2009/2010: 33.

#### Miejsca na podium
1. Whistler Blackcomb – 30 stycznia 1999 (Jazda po muldach) – 1. miejsce
2. Whistler Blackcomb – 31 stycznia 1999 (Muldy podwójne) – 1. miejsce
3. Inawashiro – 17 lutego 1999 (Jazda po muldach) – 3. miejsce
4. Madarao – 20 lutego 1999 (Jazda po muldach) – 3. miejsce
5. Tignes – 1 grudnia 2002 (Jazda po muldach) – 3. miejsce
6. Inawashiro – 15 lutego 2003 (Jazda po muldach) – 2. miejsce
7. Lake Placid – 15 stycznia 2005 (Jazda po muldach) – 3. miejsce
8. Deer Valley – 27 stycznia 2005 (Jazda po muldach) – 1. miejsce
9. Špindlerův Mlýn – 4 lutego 2006 (Jazda po muldach) – 3. miejsce
10. Deer Valley – 13 stycznia 2006 (Jazda po muldach) – 1. miejsce
11. Lake Placid – 20 stycznia 2006 (Jazda po muldach) – 1. miejsce
12. Inawashiro – 17 lutego 2007 (Jazda po muldach) – 2. miejsce
13. Mont Gabriel – 26 stycznia 2008 (Jazda po muldach) – 3. miejsce
14. Lake Placid – 20 stycznia 2008 (Jazda po muldach) – 1. miejsce
15. Deer Valley – 29 stycznia 2009 (Jazda po muldach) – 2. miejsce
16. Deer Valley – 16 stycznia 2010 (Jazda po muldach) – 3. miejsce

W sumie 6 zwycięstw, 3 drugie i 7 trzecich miejsc.